# RIAS

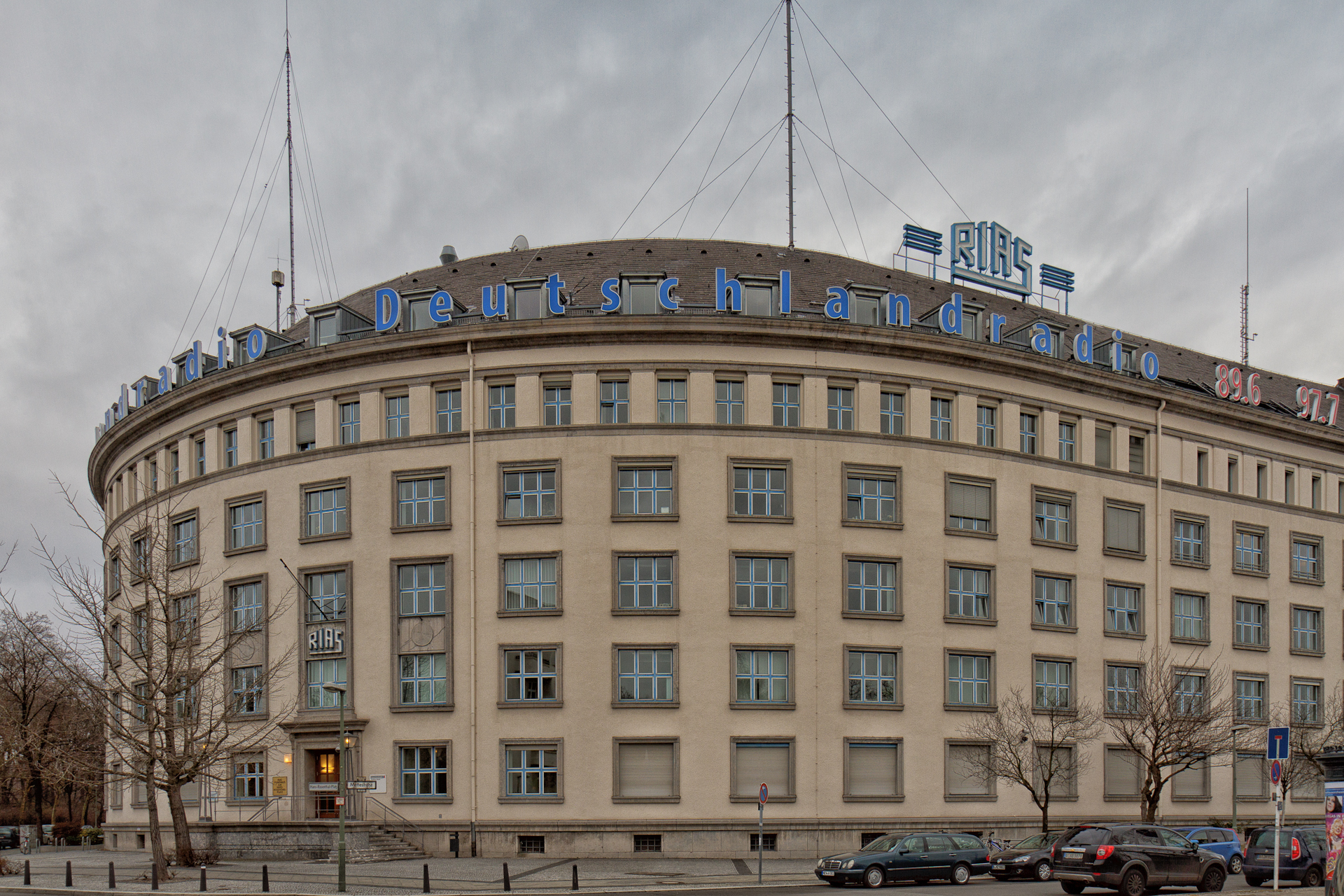
Budynek rozgłośni RIAS na Kufsteiner Strasse
– stan z 2012

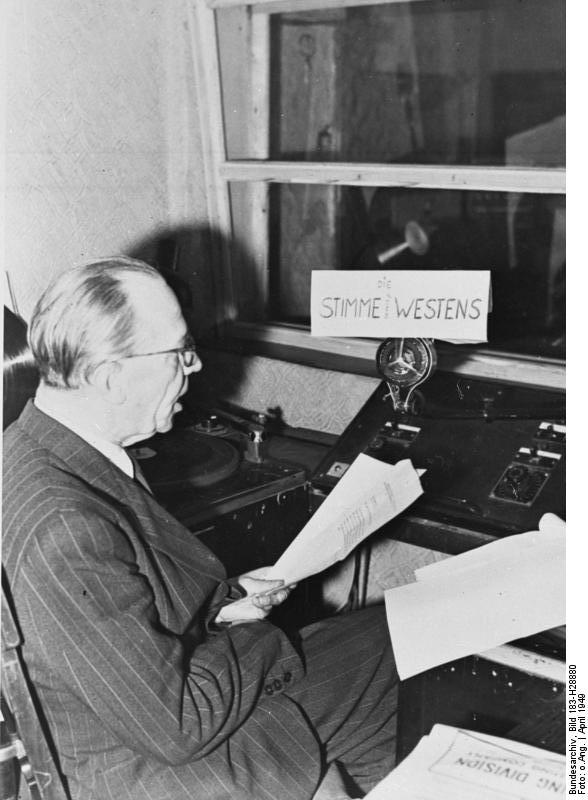
Redaktor Wilhelm Ehler przygotowuje w studio w Wiesbaden 30 kwietnia 1949 pierwszą audycję z cyklu Stimme des Westens (Głos Zachodu), nadaną przez RIAS

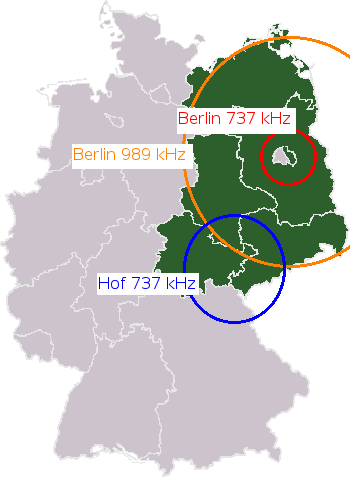
Słyszalność RIAS w r. 1955 na falach średnich z nadajników w Berlinie i Hof

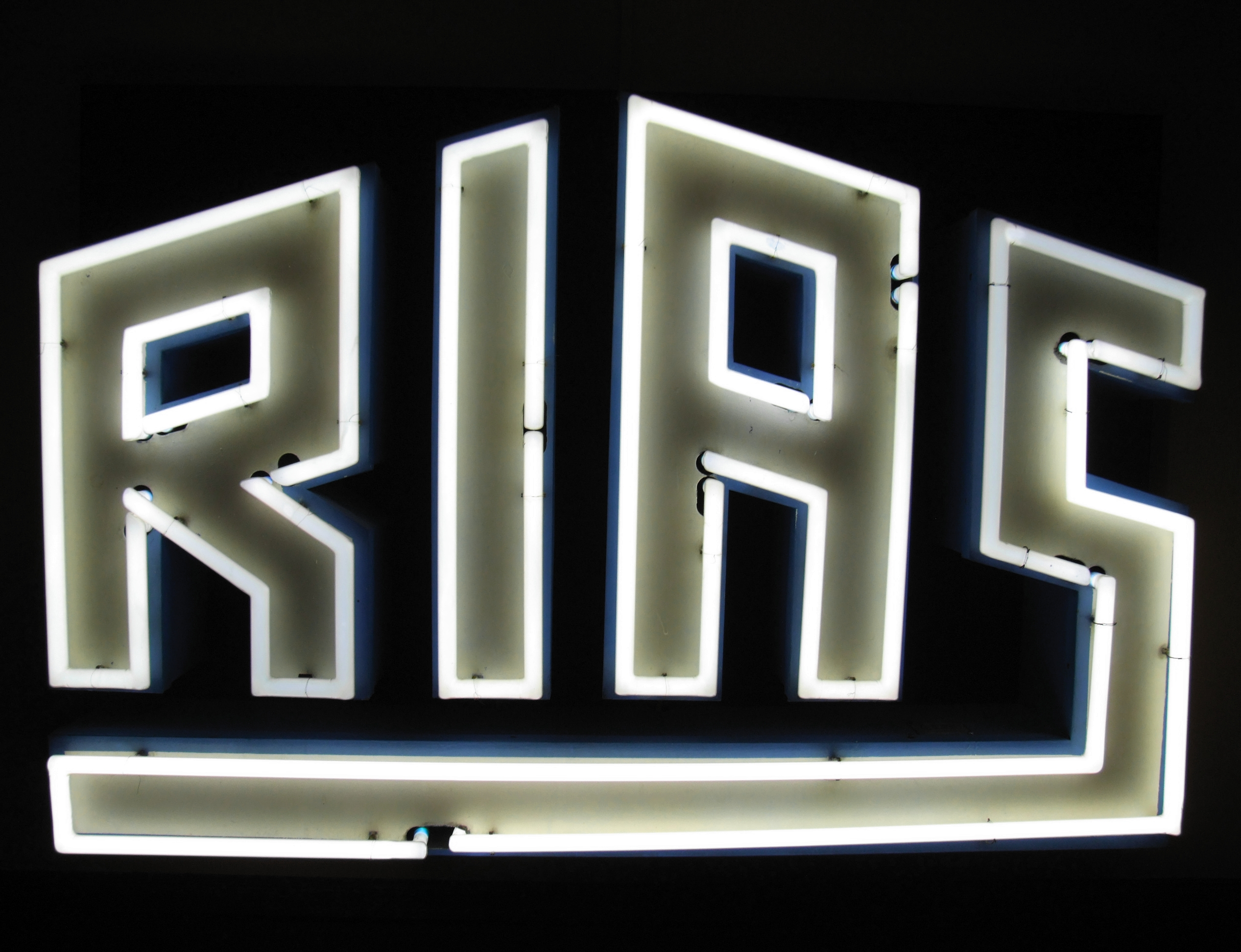
Neon radia RIAS

RIAS (czyt. /'ri:as/, niem. Rundfunk im amerikanischen Sektor, „Radio w amerykańskim sektorze”) – rozgłośnia radiowa z siedzibą w Berlinie Zachodnim w dzielnicy Schöneberg, działająca w latach 1946–1993 pod kontrolą rządu amerykańskiego. Nadawała dwa programy radiowe oraz program telewizyjny (w latach 1988–1992). Powstała rok po zakończeniu II wojny światowej, początkowo jako radiowęzeł nadający w systemie kablowym. Program rozgłośni przeznaczony był dla mieszkańców Berlina, jak również pozostałych miast Niemieckiej Republiki Demokratycznej, będąc elementem rywalizacji propagandowej z blokiem komunistycznym, prowadzonej podczas zimnej wojny. Rozgłośnia była zagłuszana przez władze NRD do 1976 r. Po zjednoczeniu Niemiec została sprywatyzowana; część przeszło do struktur Deutschlandradio, a tzw. drugi program RIAS (RIAS 2, później rs2) działa jako rozgłośnia komercyjna.

## Powstanie rozgłośni
W trzy miesiące po wkroczeniu Armii Czerwonej do Berlina władze strefy radzieckiej otworzyły rozgłośnię radiową w budynku przedwojennej radiostacji berlińskiej przy Masurenallee, zajętym w maju 1945. Kluczowe funkcje w tym radio pełnili ludzie zaufani radzieckiej władzy. Pozostałe państwa okupujące Berlin na próżno starały się o własny czas nadawania w rozgłośni berlińskiej; nie udało im się również podporządkować nadajnika. Amerykanie i Brytyjczycy rozpoczęli więc próby założenia własnych rozgłośni. Wskutek braku sprzętu do nadawania naziemnego, 17 grudnia 1945 Amerykanie rozpoczęli transmisję programu w systemie kablowym. Radio to przyjęło później nazwę DIAS (Drahtfunk im amerikanischen Sektor – Radio kablowe w sektorze amerykańskim).
Do transmisji programu użyto starej sieci kabli, wykorzystywanej podczas II wojny światowej do ostrzegania mieszkańców Berlina przed nalotami. W całym sektorze amerykańskim istniało 1500 połączeń. Początkowo program nadawano z nieużywanego budynku pocztowego przez 7 godzin dziennie. Pierwszy nadajnik uruchomiono jesienią 1946 w dzielnicy Britz. Zarówno nadajnik, jak i wyposażenie techniczne pochodziło z wojskowego radia Belgrad oraz jednej z byłych radiostacji amerykańskich.

## Przynależność stacji
Radio RIAS było własnością amerykańską i do połowy lat 50. XX wieku finansowaną wyłącznie ze środków przeznaczonych z funduszy rządowych. Personel stacji był wyłącznie niemiecki, opłacany jednak przez Departament Stanu USA i podlegał amerykańskiemu prawu pracy. W początkowym okresie istnienia stacji dziennikarze niemieccy byli ściśle kontrolowani przez oficerów amerykańskich. Cenzurze podlegały teksty wszystkich dzienników radiowych. W latach 60. XX wieku, kiedy stacji groziło zamknięcie z powodów finansowych, utrzymanie rozgłośni przejął w 90 procentach rząd Republiki Federalnej Niemiec.

## Zarząd
W pierwszych latach istnienia stacja podlegała służbom informacyjnym kwatery głównej amerykańskiej strefy okupacyjnej. Od 1965 r. przeszła w gestię Agencji Informacji Ministerstwa Spraw Zagranicznych Stanów Zjednoczonych. Od tego momentu zarządzana była przez czteroosobowy zarząd w składzie: dyrektor, zastępca, dyrektor produkcji i dyrektor administracyjny. Wszystkie stanowiska obsadzane były przez stronę amerykańską; od 1968 funkcja amerykańskiego dyrektora przestała istnieć. Kształt programu pozostawiono Niemcom. W latach 1950–1959 redaktorem naczelnym był późniejszy polityk SPD Egon Bahr.

## RIAS a polityka
Radio RIAS zawsze było postrzegane jako medium polityczne, a wiadomości i programy publicystyczne zawsze były jego ważną częścią. Rozgłośnia nie służyła żadnej partii, starając się – w odróżnieniu od stacji radiowych strony radzieckiej – zachować polityczną neutralność i obiektywizm. Było radiem aktywnym społecznie. Podczas pierwszych wyborów do rady miejskiej Berlina (1946) prezentowało kandydatów wszystkich opcji politycznych, podczas gdy rozgłośnia w strefie radzieckiej – wyłącznie kandydatów SPD. Do linii politycznej rozgłośni należało popieranie zjednoczenia Niemiec i pod tym względem stacja była konsekwentna, choć pracowali w niej również dziennikarze, którzy nie podzielali tego poglądu. Radio popierało również akcje społeczne, uczestnicząc w życiu politycznym i społecznym. Rozgłośnia brała udział w organizacji pomocy podczas blokady Berlina w 1948, nadając program w mieście z głośników na samochodach, a także wspierała strajkujących robotników we wschodnim Berlinie w 1953 r. Radio wezwało do dobrowolnego zwiększenia norm produkcji dla robotników w radzieckiej strefie okupacyjnej, co było działalnością obliczoną na wywołanie strajków i masowego oporu wobec władz wschodnioniemieckich. Podniesienie norm istotnie wywołało strajk w dniu 16 lipca 1953, jednak RIAS, mimo propagandowego zaangażowania w całość akcji, nie brało w nim udziału.
Program radia RIAS adresowany był do mieszkańców Berlina Zachodniego, jak również mieszkańców Niemieckiej Republiki Demokratycznej i część jego oferty programowej przeznaczona była wyłącznie dla NRD. W jednej z audycji Aus der Zone für die Zone z imienia i nazwiska podawano osoby, które donosiły do Stasi na swoich znajomych, sąsiadów i przyjaciół. W innej audycji, nadawanej trzy razy dziennie Sendung für Mitteldeutschland, informowano obywateli NRD o życiu i wydarzeniach w Republice Federalnej Niemiec.

## Radio RIAS a władze NRD
Przez władze radzieckiej strefy okupacyjnej, a następnie Niemieckiej Republiki Demokratycznej rozgłośnia była od początku postrzegana jako organizacja propagandowa, działająca przeciw interesom socjalistycznego państwa. Przewodniczący rady państwa NRD, Walter Ulbricht stwierdził:

RIAS to trucizna! Cały czas podkopuje nasze wysiłki, aby zmusić ludzi do odpowiedniego myślenia. Ośmieszają nas!.

 Prowadzono intensywne zagłuszanie stacji; pod koniec 1953 r. działało pięć zagłuszarek, a w ciągu całej historii radia funkcjonowało ich sześćdziesiąt. W 1955 r. odbył się pokazowy proces pięciu obywateli NRD współpracujących z amerykańską rozgłośnią. W procesie tym cztery osoby skazano na karę długoletniego pozbawienia wolności, a jedną – przy braku jednomyślności sędziów – na karę śmierci, 29-letniego Joachima Wiebacha, dekoratora z zawodu. Prezydent NRD Wilhelm Pieck nie skorzystał z prawa łaski, na skutek czego wyrok został wykonany. Nieustannie trwała akcja Stasi pod nazwą Enten stellt sich das Ziel („kaczki na cel”), która miała na celu wyszukanie tzw. agentów RIAS we wschodnim Berlinie i NRD. W ramach akcji ujęto 49 osób. Jednym z działań odwetowych rządu NRD w dziedzinie propagandy była telewizyjny program Der schwarze Kanal emitowany w latach 1960–1989, w którym selektywnie przedstawiano wiadomości nadawane przez zachodnie media, głównie RIAS oraz telewizje ARD i ZDF i opatrywano je odpowiednim komentarzem.

## Program
Radio RIAS nadawało program słowno-muzyczny. Mottem rozgłośni było hasło Eine freie Stimme der freien Welt („Wolny głos wolnego świata”). W warstwie politycznej radio skupiało się na wydarzeniach z Republiki Federalnej Niemiec oraz z Niemieckiej Republiki Demokratycznej, z której przekazywano informacje uzyskane poza oficjalnym kanałem oraz komentarze. Bez precedensu była cykliczna audycja zapoczątkowana przez prezydenta Berlina Ernsta Reutera Wo uns der Schuh drückt („gdzie nas but uwiera”), będąca formą rozmowy z mieszkańcami miasta. Audycję nadawano od początku lat 50. do 1978. Radio było aktywne również w dziedzinie kultury i rozrywki. Dysponowało chórem kameralnym, orkiestrą symfoniczną, orkiestrą taneczną oraz big bandem. Radio nadawało również muzykę rozrywkową, zwłaszcza po utworzeniu drugiego programu, skierowanego głównie do młodego słuchacza. Jako pierwsze w Niemczech wprowadziło formułę listy przebojów, a 17 lipca 1987 nadało najdłuższą tego typu audycję na świecie, prezentując 750 przebojów.

## Radio po zjednoczeniu Niemiec
Po obaleniu muru berlińskiego i zjednoczeniu Niemiec sytuacja radia RIAS stała się niepewna. W 1990 r. Komisja Doradcza Dyplomacji Publicznej USA zapowiedziała dalsze istnienie radiostacji jako istotnego źródła informacji dla rządu USA i 16 milionów Niemców. W 1992 r. telewizja RIAS została przejęta przez Deutsche Welle, która produkuje i nadaje programy przeznaczone za granicę. 16 maja 1992 rządy Niemiec i Stanów Zjednoczonych osiągnęły porozumienie w sprawie powołania Komisji RIAS. Komisja w składzie pięciu obywateli niemieckich i pięciu amerykańskich rozpoczęła działalność 26 października 1992. Jej zadaniem było rozstrzygnięcie przyszłych losów rozgłośni, a także wymiana informacji i współpraca medialna między Niemcami a USA. Efektem końcowym prac komisji było podpisanie paktu o przekształceniu radia w dniu 17 czerwca 1993. 1 czerwca 1992 rozgłośnia została częściowo sprywatyzowana a drugi program RIAS zmienił swą nazwę na rs2 i nadaje do chwili obecnej na częstotliwości wykorzystywanej przez RIAS – 94,3 MHz. Częstotliwość 855 kHz na fali średniej została przekazana rozgłośni Deutschlandradio i obecnie wykorzystywana jest do nadawania w systemie DRM. Radio RIAS1 połączyło się z radiem DS Kultur i od 1 stycznia 1994 nadaje jako Deutschlandradio Kultur z dawnej siedziby RIAS.

## Szczegóły techniczne
Nadawanie programu rozpoczęto 7 lutego 1946 w sieci kablowej. Od 1946 nadawano program na falach długich o częstotliwości 210 i 245 kHz w godzinach od 17.00 do północy. Pierwszy nadajnik średniofalowy, należący do armii amerykańskiej, uruchomiono 5 września 1946 – wtedy również zmieniono nazwę z DIAS na RIAS. Nadajnik znajdował się w dzielnicy Britz, a działał z mocą 800 watów na częstotliwości 610 kHz. W 1947 zastąpiono go silniejszym nadajnikiem (20 kW) zbudowanym w 1935 dla potrzeb Wehrmachtu. 6 lipca 1948 otwarto nowy budynek rozgłośni na Kufsteiner Strasse 69, który pełnił swą rolę aż do zlikwidowania stacji. W 1948, po przeniesieniu nadajników Głosu Ameryki do Monachium, dla potrzeb radia RIAS przejęto nadajnik w mieście Hof przy granicy z NRD i rozpoczęto nadawanie programu na całą sowiecką strefę okupacyjną. W 1949 r. wzmocniono moc nadajnika berlińskiego do 100 kW, zaś dwa lata później uruchomiono drugi nadajnik na falach krótkich na częstotliwości 6005 kHz w paśmie 49 m, co pozwoliło na umożliwienie odbioru programu 700 milionom osób. W marcu 1952 rozpoczęto nadawanie programu na falach ultrakrótkich. Rok później oddano do użytku trzystu kilowatowy nadajnik na fali średniej 989 kHz, najsilniejszy podówczas w Europie. 1 listopada 1953 rozpoczęto nadawanie drugiego programu RIAS 2 na falach średnich i UKF. Najefektywniejsze było nadawanie na falach krótkich i UKF, najtrudniejszych do zakłócania. Pod koniec lat 70. XX wieku NRD zaprzestała zakłócania programów po uzgodnieniach konwencji genewskiej, przydzielającej częstotliwości na falach średnich. Nadajnik UKF obejmował większość terytorium środkowej NRD, sygnał rozgłośni nie docierał tylko do południowo-wschodniej części kraju, którą z tego powodu nazywano potocznie Tal der Ahnungslosen (Doliną Niewiedzących).